# DannyLux
Daniel Balderrama Espinoza (Palm Springs, California, 12 de marzo de 2004), conocido por su nombre artístico DannyLux, es un cantante y compositor estadounidense de ascendencia mexicana que interpreta música regional mexicana y sierreño. 

## Biografía
Balderrama nació el 12 de marzo de 2004 en Palm Springs, California. Sus padres emigraron de Mexicali, Baja California, y su infancia estuvo profundamente marcada por las tradiciones musicales mexicanas y la cultura de la frontera mexicano-estadounidense. A los seis años, su padre, empleado como basurero, encontró una guitarra desechada y la llevó a casa. Un año después, la madre de Balderrama animó a su hijo a unirse al coro de la iglesia, proporcionándole una plataforma para desarrollar sus habilidades vocales y de guitarra.
Durante sus estudios, comenzó a jugar al fútbol, donde se inventó un apodo para sí mismo: "Danny Luxury". Más tarde transformaría el nombre a "DannyLux", que usaría como nombre artístico. Aunque era muy aficionado a los deportes, debido a sus malas calificaciones en la escuela fue expulsado del equipo de fútbol. Fue durante este tiempo que Danny recordó su guitarra y se sumergió en tocarla.

## Carrera musical
Con 16 años, a mediados de 2020, durante la pandemia de COVID-19, comenzó a publicar versiones en TikTok con gran éxito de visualizaciones.
Después de versionar canciones durante un tiempo, decidió crear sus propios temas y comportirlos. Después de su versión de "Dame Tu Calor" de Eslabón Armado, el líder de la banda Pedro Tovar contactó él para colaborar. Posteriormente grabó la pista "Jugaste y sufrí" junto a la banda, que se convirtió en su canción de mayor éxito y le introdujo a la industria musical.  A mediados de 2020, Balderrama firmó un contrato con VPS Music.
En 2021, lanzó su primer álbum Las dos caras del amor y posteriormente el EP Love </3. El 2 de octubre de 2021, DannyLux alcanzó el número 1 en la lista de Compositores y Productores Latinos de Billboard, manteniéndose allí durante tres semanas consecutivas. 
En abril de 2022, DannyLux participó en el acto de apertura de la gira oficial de Coldplay para ese año, abriendo ocho conciertos en México. Ese mismo año, colaboró con Cuco y firmó por Warner Music Latina.
En abril actuó en la edición de 2023 de Coachella. El 20 de junio del mismo año recibió las llaves de su ciudad natal. También en 2023 publicó el álbum DLUX y en 2024 el álbum de lujo EVOLUXION, que recibió una nominación al Grammy Latino como Mejor álbum de música mexicana contemporánea.

## Estilo musical
DannyLux interpreta principalmente sierreño y música regional mexicana, incorporando elementos de indie y música urbana. Sus letras abordan frecuentemente temas de relaciones sentimentales y experiencias personales. Ha colaborado con artistas de música regional mexicana como Eslabón Armado, Gabito Ballesteros y Becky G, así como con músicos de otros géneros como Cuco.
Su música ha obtenido difusión en plataformas digitales como TikTok y servicios de streaming, contribuyendo a la presencia del regional mexicano en estas plataformas entre audiencias jóvenes mexicano-estadounidenses.

## Discografía

### Álbumes de estudio
| Título                 | Año  | Certificaciones      |
| ---------------------- | ---- | -------------------- |
| Las dos caras del amor | 2021 | —                    |
| Dlux                   | 2023 | * RIAA: Oro (Latino) |
| Evoluxion              | 2024 | * RIAA: Oro (Latino) |
| Leyenda                | 2025 | —                    |

### Sencillos destacados
- "Mi otra mitad" (2021) – RIAA: Oro (Latino)[16]
- "Tristeza y traición" (2021) – RIAA: 3× Platino (Latino)[16]
- "House of Lux" (2023) – RIAA: Platino (Latino)[16]

### Colaboraciones principales
- "Jugaste y sufrí" con Eslabón Armado (2020)
- "Decir adiós" con Cuco (2022)
- "Cries in Spanish" con Becky G (2023)
- "Sinkronizamos" con Paloma Mami (2025)

## Premios y nominaciones
| Año  | Trabajo nominado                       | Categoría                                    | Resultado | Ref.   |
| ---- | -------------------------------------- | -------------------------------------------- | --------- | ------ |
| 2022 | Él mismo                               | La Nueva Generación - Regional Mexicano      | Nominado  | [ 17 ] |
| 2022 | «Jugaste y sufrí» (con Eslabón Armado) | Canción Regional Mexicana del Año            | Nominado  | [ 18 ] |
| 2023 | Él mismo                               | Artista Nuevo del Año - Regional Mexicano    | Nominado  | [ 19 ] |
| 2024 | Evoluxion                              | Mejor Álbum de Música Mexicana Contemporánea | Nominado  | [ 20 ] |